# ماركوس كوخ
ماركوس كوش (بالألمانية: Markus Koch)‏ هو لاعب كرة قدم أمريكية ألماني، ولد في 13 فبراير 1963 في Niedermarsberg ‏ في ألمانيا.

## وصلات خارجية
- ماركوس كوش على موقع مرجع كرة القدم المحترفة.كوم (الإنجليزية)